# Illya Zabarnyi
Illya Borysovych Zabarnyi (tiếng Ukraina: Ілля Борисович Забарний; sinh ngày 1 tháng 9 năm 2002) là một cầu thủ bóng đá chuyên nghiệp người Ukraina hiện đang thi đấu ở vị trí trung vệ cho câu lạc bộ Paris Saint-Germain F.C. tại Ligue 1 và Đội tuyển bóng đá quốc gia Ukraina.

## Sự nghiệp câu lạc bộ

### Dynamo Kyiv
Zabarnyi là sản phẩm của trường đào tạo thể thao trẻ Dynamo Kyiv tại thành phố quê nhà Kyiv. Những huấn luyện viên đầu tiên của anh là Serhiy Bezhenar và Artem Yashkin. Anh chơi cho Dynamo Kyiv ở đội dự bị tại Giải Ngoại hạng Ukraina trước khi được đôn lên đội một vào tháng 7 năm 2019. Zabarnyi ra mắt Giải Ngoại hạng Ukraina vào ngày 11 tháng 9 năm 2020 trong trận hòa với Desna Chernihiv.

### A.F.C. Bournemouth
Vào ngày 31 tháng 1 năm 2023, Zabarnyi đã ký hợp đồng có thời hạn năm năm rưỡi với câu lạc bộ Ngoại hạng Anh A.F.C. Bournemouth. Anh ra mắt câu lạc bộ trong trận thua 2–0 trước Brighton & Hove Albion vào ngày 4 tháng 4 năm 2023. Anh ghi bàn thắng đầu tiên cho câu lạc bộ trong chiến thắng 4–3 trước Luton Town vào ngày 13 tháng 3 năm 2024.
Vào ngày 21 tháng 7 năm 2024, anh gia hạn hợp đồng với Bournemouth đến năm 2029. Vào ngày 22 tháng 2 năm 2025, Zabarnyi nhận thẻ đỏ trực tiếp vì pha vào bóng nguy hiểm với Rayan Aït-Nouri trong trận thua 1–0 trên sân nhà trước Wolverhampton Wanderers sau khi trọng tài Michael Salisbury xem lại màn hình VAR.

### Paris Saint-Germain
Vào ngày 12 tháng 8 năm 2025, Zabarnyi chính thức chuyển đến thi đấu cho nhà đương kim vô địch châu Âu Paris Saint-Germain tại Ligue 1 với hợp đồng có thời hạn 5 năm và 63 triệu euro. Anh là cầu thủ người Ukraina đầu tiên của câu lạc bộ.

## Sự nghiệp quốc tế
Vào ngày 7 tháng 10 năm 2020, Zabarnyi ra mắt đội tuyển quốc gia Ukraina trong trận thua 7–1 trong trận giao hữu với Pháp. Anh là thành viên của đội tuyển Ukraina lần đầu tiên lọt vào tứ kết của giải đấu tại UEFA Euro 2020.

## Thống kê sự nghiệp

### Câu lạc bộ
Tính đến ngày 25 tháng 5 năm 2025
| Câu lạc bộ          | Mùa giải            | Giải vô địch        | Giải vô địch | Giải vô địch | Cúp quốc gia | Cúp quốc gia | Cúp Liên đoàn | Cúp Liên đoàn | Châu lục | Châu lục | Khác | Khác | Tổng cộng | Tổng cộng |
| Câu lạc bộ          | Mùa giải            | Hạng đấu            | Trận         | Bàn          | Trận         | Bàn          | Trận          | Bàn           | Trận     | Bàn      | Trận | Bàn  | Trận      | Bàn       |
| ------------------- | ------------------- | ------------------- | ------------ | ------------ | ------------ | ------------ | ------------- | ------------- | -------- | -------- | ---- | ---- | --------- | --------- |
| Dynamo Kyiv         | 2020–21             | Ngoại hạng Ukraina  | 21           | 1            | 2            | 0            | —             | —             | 13       | 0        | 0    | 0    | 36        | 1         |
| Dynamo Kyiv         | 2021–22             | Ngoại hạng Ukraina  | 15           | 0            | 1            | 0            | —             | —             | 6        | 0        | 1    | 0    | 23        | 0         |
| Dynamo Kyiv         | 2022–23             | Ngoại hạng Ukraina  | 14           | 0            | 0            | 0            | —             | —             | 11       | 0        | 1    | 0    | 26        | 0         |
| Dynamo Kyiv         | Tổng cộng           | Tổng cộng           | 50           | 1            | 3            | 0            | —             | —             | 30       | 0        | 2    | 0    | 85        | 1         |
| Bournemouth         | 2022–23             | Premier League      | 5            | 0            | —            | —            | —             | —             | —        | —        | —    | —    | 5         | 0         |
| Bournemouth         | 2023–24             | Premier League      | 37           | 1            | 3            | 0            | 2             | 0             | —        | —        | —    | —    | 42        | 1         |
| Bournemouth         | 2024–25             | Premier League      | 36           | 0            | 3            | 0            | 0             | 0             | —        | —        | —    | —    | 39        | 0         |
| Bournemouth         | Tổng cộng           | Tổng cộng           | 78           | 1            | 6            | 0            | 2             | 0             | —        | —        | —    | —    | 86        | 1         |
| Paris Saint-Germain | 2025–26             | Ligue 1             | 1            | 0            | 0            | 0            | —             | —             | 0        | 0        | 0    | 0    | 1         | 0         |
| Tổng cộng sự nghiệp | Tổng cộng sự nghiệp | Tổng cộng sự nghiệp | 129          | 2            | 9            | 0            | 2             | 0             | 30       | 0        | 2    | 0    | 172       | 2         |

1. ↑  Bao gồm Cúp bóng đá Ukraina, FA Cup và Coupe de France
2. ↑  Bao gồm EFL Cup
3. ↑  Ra sân chín lần tại UEFA Champions League, ra sân bốn lần tại UEFA Europa League
4. ↑  Ra sân tại UEFA Champions League
5. 1 2  Ra sân tại Siêu cúp bóng đá Ukraina
6. ↑  Ra sân sáu lần tại UEFA Champions League, ra sân năm lần tại UEFA Europa League

### Quốc tế
Tính đến 10 tháng 6 năm 2025
| Đội tuyển quốc gia | Năm       | Trận | Bàn |
| ------------------ | --------- | ---- | --- |
| Ukraina            | 2020      | 4    | 0   |
| Ukraina            | 2021      | 14   | 0   |
| Ukraina            | 2022      | 6    | 0   |
| Ukraina            | 2023      | 8    | 1   |
| Ukraina            | 2024      | 13   | 0   |
| Ukraina            | 2025      | 4    | 2   |
| Tổng cộng          | Tổng cộng | 49   | 3   |

Tỷ số và kết quả liệt kê bàn thắng của Ukraina được để trước, cột tỷ số cho biết tỷ số sau mỗi bàn thắng của Zabarnyi.
| # | Ngày                | Địa điểm                                  | Trận | Đối thủ       | Bàn thắng | Kết quả | Giải đấu                                                        |
| - | ------------------- | ----------------------------------------- | ---- | ------------- | --------- | ------- | --------------------------------------------------------------- |
| 1 | 16 tháng 6 năm 2023 | Toše Proeski Arena, Skopje, Bắc Macedonia | 26   | Bắc Macedonia | 1–2       | 3–2     | Vòng loại UEFA Euro 2024                                        |
| 2 | 20 tháng 3 năm 2025 | Nueva Condomina, Murcia, Tây Ban Nha      | 46   | Bỉ            | 3–1       | 3–1     | Vòng play-off thăng hạng/xuống hạng UEFA Nations League 2024–25 |
| 3 | 7 tháng 6 năm 2025  | BMO Field, Toronto, Canada                | 48   | Canada        | 1–4       | 2–4     | Canadian Shield 2025                                            |

## Danh hiệu

### Câu lạc bộ
Dynamo Kyiv
- Giải bóng đá Ngoại hạng Ukraina: 2020–21
- Cúp bóng đá Ukraina: 2020–21
- Siêu cúp bóng đá Ukraina: 2020

### Cá nhân
- Tài năng vàng Ukraina: 2020 (U-19), 2021 (U-19)
- Cầu thủ xuất sắc nhất tháng Giải bóng đá Ngoại hạng Ukraina: Tháng 4 năm 2021
- Cầu thủ Bournemouth xuất sắc nhất do cổ động viên bầu chọn: 2023–24